# ویلا یونیون
ویلا یونیون (به اسپانیایی: Villa Unión) یک منطقهٔ مسکونی در آرژانتین است که در استان لا ریوخا، آرژانتین واقع شده‌است. ویلا یونیون ۱۲٬۲۶۳ نفر جمعیت دارد و ۱٬۱۵۳ متر بالاتر از سطح دریا واقع شده‌است.